# Boninastrea boninensis
Boninastrea boninensis är en korallart som beskrevs av Yoshitaka Yabe och Sugiyama 1935. Boninastrea boninensis ingår i släktet Boninastrea och familjen Merulinidae. IUCN kategoriserar arten globalt som otillräckligt studerad. Inga underarter finns listade i Catalogue of Life.